# Agelas mauritiana
Agelas mauritiana är en svampdjursart som först beskrevs av Carter 1883.  Agelas mauritiana ingår i släktet Agelas och familjen Agelasidae. Utöver nominatformen finns också underarten A. m. oxeata.